# John Gould Moyer
John Gould Moyer, né le 12 juillet 1893 à Chicago en Illinois et mort le 21 janvier 1976 à Honolulu à Hawaï, est un homme politique américain. Il est gouverneur des Samoa américaines de 1942 à 1944.